# Danny Green (boxe anglaise)
Pour les articles homonymes, voir Danny Green (homonymie).
Danny Green est un boxeur australien né le 9 mars 1973 à Perth.

## Carrière
Il devient champion du monde des poids mi-lourds WBA le 16 décembre 2007 en battant aux points le croate Stipe Drews puis laisse son titre vacant l'année suivante pour poursuivre sa carrière en lourds-légers. Green remporte alors le titre IBO de la catégorie en 2009 puis bat dès le 1er round Roy Jones Jr. avant de s'incliner le 20 juillet 2011 par abandon à la fin de la 9e reprise face à Antonio Tarver. Il perd également contre Krzysztof Włodarczyk, champion WBC des lourds-légers, au 11e round le 30 novembre 2011.